# Lemkos
Los lemkos (ucraniano: Лeмки, lemko o rusino: Лeмкы, Transliteración: Lemky; singular: Лeмкo, Lemko) son un grupo étnico cuantitativamente y territorialmente pequeño que se autodenominan tradicionalmente Rusnaks o rusinos (ucraniano: Руснаки, lemko: Руснакы, Rusnaky; sing. Руснак, Rusnak), siendo uno de los cuatro grandes grupos de habitantes en las montañas de los Cárpatos orientales. 
Su afiliación con otras etnias es controvertida, aunque los lemkos individuales generalmente se autoidentifican como un subgrupo de rusinos y/o ucranianos, otros como rusinos y otros sólo como lemkos. Otros grupos étnicos que se identifican como rusinos y/o ucranianos son los boykos y los hutsuls. Los miembros de estos grupos han rechazado cada vez con mayor vigor las designaciones étnicas oficiales como Verkhovyntsi ("Habitantes de las tierras altas"), y/o como un subgrupo de ucraniets (étnicos ucranianos), prefiriendo la identidad Rusyn; una tendencia que se puede observar en las estadísticas oficiales del censo en Eslovaquia. 
El idioma hablado de los lemkos ha sido descrito como lemko por propio derecho (el idioma literario lemko es uno de los cuatro con reglas literarias en el idioma rusino-carpático), un dialecto o variante del ucraniano o un dialecto del idioma rusino (un grupo de dialectos que son descritos como dialectos distintos del grupo dialectal ucraniano). En todo caso, la lengua lemko y el idioma ucraniano son parecidos pero no siempre inteligibles entre sí. Algunos autores [¿quién?] consideran su idioma como una variante dialectal del ucraniano, mientras que otros investigadores lo incluyen en el grupo rusino (o ruteno-carpático). La propia variante dialectal de los lemkos presenta algunas diferencias, particularmente entre aquella hablada en el norte de Eslovaquia (en la región de Prešov), la hablada en el sudeste de Polonia, y la pequeña porción que ha quedado en Ucrania.

## Localización
Los territorios habitados por lemkos normalmente son denominados Lémkivschyna (ucraniano: Лeмкiвщина, polaco: Łemkowszczyzna). Hasta finales de 1945, incluían el área del río Poprad al este del valle del río Oslava al oeste, las áreas situadas principalmente hoy en día en Polonia, en la Baja Polonia y en los voivodatos subcarpáticos. Esta parte de las montañas carpáticas están mayormente desforestadas, lo que permite una economía agraria y pastoreo de ovejas. 
Esta zona fue parte del Imperio austrohúngaro hasta su disolución en 1918, en el que la República Lemko-Rusyn (Ruska Lemkivska) proclama su independencia. La independencia no duró demasiado, y el territorio se incorporó a Polonia en 1920.

Como resultado de la Operación Vístula, la mayor parte de los lemkos del territorio fueron reubicados a lo largo de Polonia y en la República Socialista Soviética de Ucrania, dejando una población significativa sólo en la región de Preshov, hoy en día Eslovaquia.

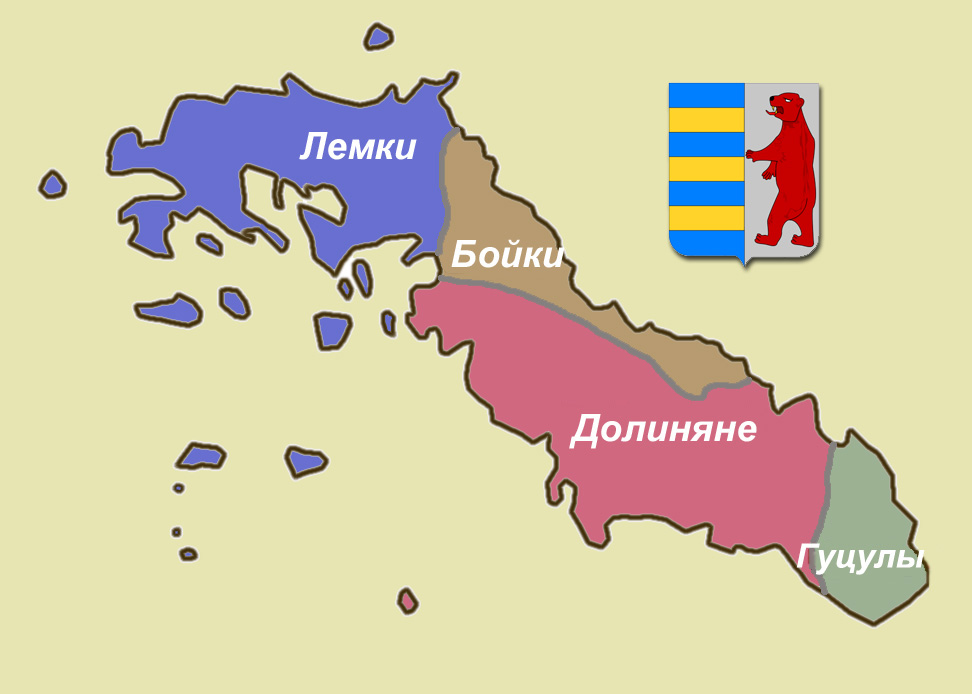
Mapa étnico de los ucranianos carpáticos (o rusinos, según otras versiones): Lemkos (azul), boikos (marrón), dolinianos (rosa) y hutsules (verde claro), en la frontera entre Ucrania, Rumanía, Hungría, Eslovaquia y Polonia.

## Etimología
El nombre “lemko” deriva de la expresión coloquial Lem (Лeм), que parece significar “pero”, “solo” o “gustar” en el dialecto lemko. “Lemko” se ha llegado a usar como endónimo después de haber sido usado como exónimo por sus vecinos boikos y hutsules, que no usan esa expresión en sus respectivos dialectos. Antes de esta denominación, los lemkos se describían a sí mismos como rusniacos (rusinos) (ucraniano: Руснaки, transliteración Rusnaky, o Rusinos, ucraniano: Русини, transliteración Rusyny), tal como hace el resto de los habitantes de la Ucrania Occidental de hoy en el siglo XIX y primera parte del siglo XX. A principios del siglo XX, la mayoría de la población participó activamente en la creación de la nación ucraniana y se autodenominaron ucranianos (ucraniano: Українці, transliteración Ukrayintsi). Sin embargo, después de haber aceptado el nuevo estado de Ucrania, algunos lemkos, incluyendo muchos en Polonia y Eslovaquia, se consideraron a sí mismos como una etnia diferenciada; mientras unos afirman ser ucranianos, otros se identifican como rusinos (o carpáto-rutenos).

## Historia

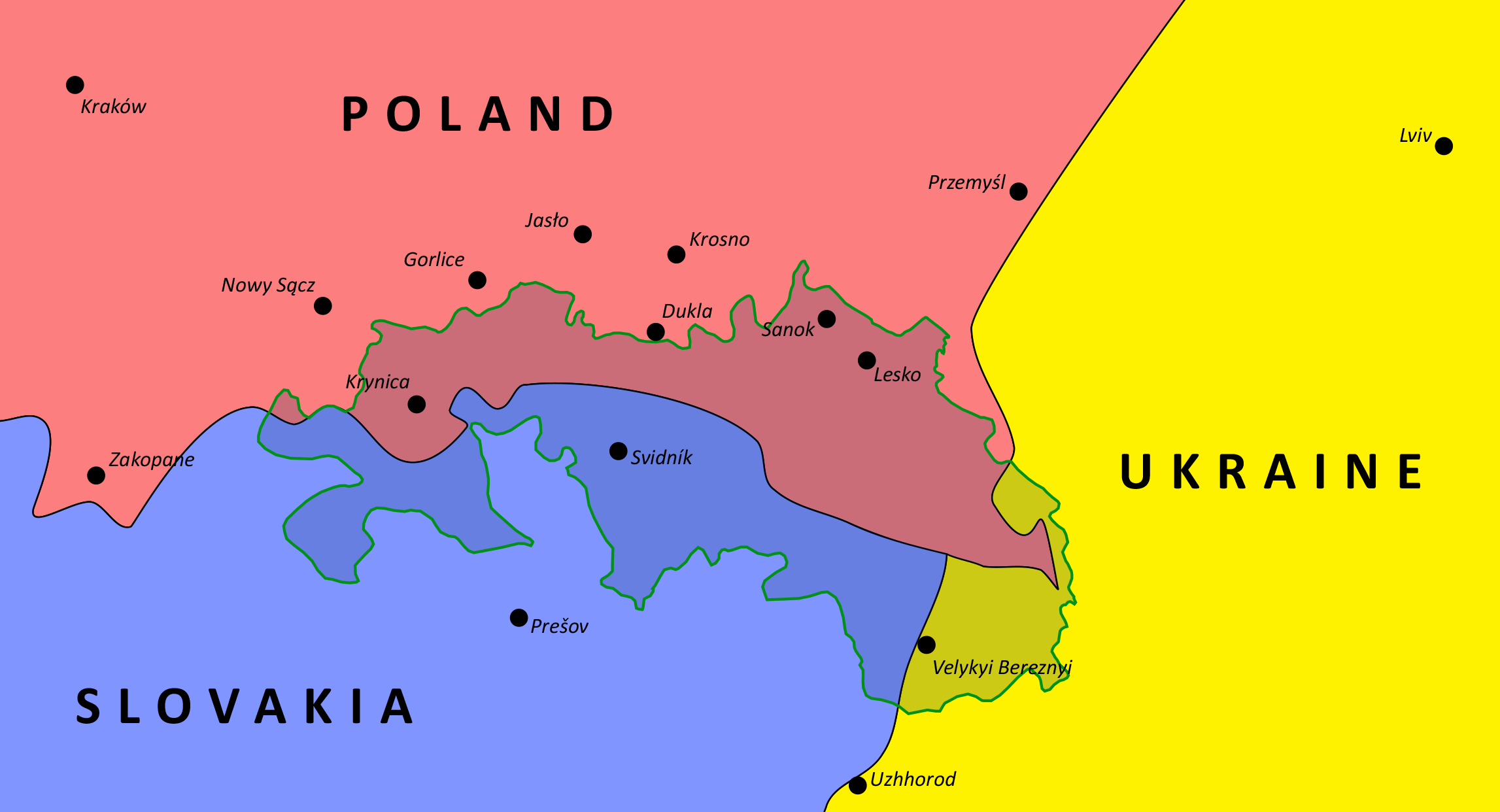
Mapa de la Región de los Lemkos

Los lemkos son generalmente considerados descendientes de los colonizadores rusinos que llegaron en el siglo XIV, o incluso antes, al área habitada tradicionalmente por los lemkos.
El término “lemko” es una forma peyorativa para describir a una persona que usa excesivamente la palabra “Lem”. Esta palabra es habitualmente usada en muchos dialectos, principalmente en la zona oriental de Eslovaquia, Polonia y la frontera ucraniana. En Eslovaquia hay más de un millón de personas que usan diferentes dialectos locales teniendo en común la palabra “Lem”. La descripción peyorativa en Eslovaco es “Lemko”, en rusino “Lemkiv” y en polaco “Lemkwich”. Durante la Primera Guerra Mundial los lemkos fueron perseguidos por las autoridades austríacas por su supuesta rusofilia e internados en los campos de concentración de Terezín y Talergof.
Después de la Primera Guerra Mundial, los lemkos establecieron dos repúblicas de efímera duración, la República Lemko-Rutena en la parte occidental de Galitzia, con una orientación rusófila, y la República de Komancza, con una orientación ucraniófila.
Se estima que entre 130.000 y 140.000 lemkos vivían en la parte polaca de la Lémkivschyna en 1939. Una emigración masiva desde el territorio hacia Occidente se inició a finales del siglo XIX, disminuyendo la peculiaridad cultural de la zona Lemko. Una posterior despoblación de los territorios ocurrió cuando los lemkos fueron forzados a un reasentamiento forzoso, primero en la Unión Soviética (más de 90.000 personas), y luego en los recientemente adquiridos territorios polacos en el oeste (más de 35,000 personas) en la campaña conocida como la Operación Vistula a finales de la década de 1940. Esta acción fue la solución gubernamental utilizada en la lucha contra el Ejército Insurgente Ucraniano (UPA) en el sudeste de Polonia.
Mientras que una minoría de lemkos retornaron (más de 5000 familias de lemkos retornaron a sus regiones de origen en Polonia entre 1957 y 1958, y oficialmente tuvieron el derecho de retorno en 1956), la población Lemko en la parte polaca de Lémkivschyna actualmente es de 10.000 a 15.000 personas. Unos 50.000 lemkos viven en el oeste y norte de Polonia, donde fueron enviados a repoblar las antiguas aldeas alemanas en las áreas cedidas por Stalin a Polonia. De entre ellos, 5.863 personas se identificaban a sí mismas como lemko en el censo de 2002. Sin embargo, algunos afirman [¿quién?] que probablemente sean 60.000 los étnicamente lemkos que residen en Polonia en la actualidad. En Lémkivschyna, los lemkos viven en los pueblos de Łosie, Krynica, Nowica, Zdynia, Gładyszów, Hańczowa, Zyndranowa, Uście Gorlickie, Bartne, Binczarowa y Bielanka. Población adicional puede ser encontrada en Mokre, Szczawne, Kulaszne, Rzepedź, Turzańsk, Komańcza, Sanok, Nowy Sącz, y Gorlice.

## Idioma
El idioma lemko es considerado por los investigadores ucranianos como el más occidental de los dialectos ucranianos. Debido a que los territorios ocupados por los lemkos no han formado parte de Ucrania, el idioma se ha visto muy influenciado por el idioma de sus vecinos. Algunos lo consideran un idioma independiente. Otros investigadores afirman que el lemko es el más occidental de los dialectos del idioma rusino. El habla lemko, sin embargo, incluye muchos patrones lingüísticos de los idiomas polaco y eslovaco, intentando establecer que es un dialecto transicional entre el polaco y el eslovaco (incluso algunos lo consideran un dialecto en Eslovaquia Oriental, es decir, un dialecto del idioma eslovaco).
Metody Trochanovsky publicó el primer alfabeto lemko (Lemkivskj bukvar) y la primera lectura (Persa knyzecka) para su uso en las escuelas de las áreas de habla lemko en Polonia, en la década de 1930. Estos textos fueron prohibidos por el gobierno polaco en 1938. Un importante trabajo de campo en el dialecto lemko fue llevado a cabo por el lingüista polaco Zdzisław Stieber antes de su dispersión. A finales del siglo XX, algunos lemko/rusinos, principalmente emigrantes de la región de la vertiente sur de los Cárpatos en la actual Eslovaquia, iniciaron el esfuerzo por codificar y estandarizar la gramática del dialecto lemko. Esto ocurrió el 27 de enero de 1995 en Presov, Eslovaquia. El lemko-rusino se convirtió así en un idioma oficial.

### En inglés
- Lemko Portal in Ukraine
- Lemko revival in Poland
- http://lemko.org
- Ukraine Lemko ethno folk group
- "The bells of Lemkivshchyna. Will the authorities of Ukraine and Poland listen to them", Zerkalo Nedeli, (Mirror Weekly), May 25-31, 2002. Available online in Russian and in Ukrainian.
- "Five questions for Lemko", Zerkalo Nedeli, (Mirror Weekly), January 19-25, 2002. Available online in UkrainianandArchivado el 23 de noviembre de 2005 en Wayback Machine..
- Metodyj Trochanovskij

- Datos: Q837881
- Multimedia: Lemkos / Q837881